# Напівпровідниковий детектор
Напівпровіднико́вий дете́ктор — напівпровідниковий пристрій, призначений для детектування та визначення характеристик високоенергетичних частинок. 
Принцип дії детектора ґрунтується на здатності заряджених частинок стоворювати в напівпровіднику велику кількість електрон-діркових пар, що на деякий час збільшує його провідність. Зазвичай в напівпровідникових детекторах використовуються p-n переходи або контакти Шоткі, на яких подається напруга в зворотньому напрямку.

## Вимірювання енергії
Енергію зарядженої частинки, що потрапила в детектор, можна визначити за величиною імпульсу. Для цього необхідно, щоб частинка віддала всю свою енергію на створення електрон-діркових пар, тобто, щоб весь трек частинки помістився в робочій області детектора. Для кожного матеріалу детектора відоме середнє значення енергії, що йде на створення електрон-діркової пари. За величиною сигналу можна розрахувати кількість створених пар і визначити таким чином повну енергію частинки. Енергія, яка витрачається в середньому на створення електрон-діркової пари більша за ширину забороненої зони напівпровідника в кілька разів. Після створення електронів та дірок, вони релаксують, відповідно, до дна зони провідності та до верха валентної зони, віддаючи значну частину енергії на нагрівання напівпровідника. Тому напівпровідникові детектори часто вимагають охолодження.
Тип частинки, наприклад, електрон чи протон, можна визначити за формою сигналу.

## Матеріали
Для виготовлення напівпровідникових детекторів використовуються здебільшого кремній, германій, арсенід галію та телурид кадмію. Для вимірювання енергії частинки необхідно, щоб увесь її трек поміщався в області збіднення, тому використовуються високоомні матеріали, тобто матеріали з великим опором. Чим більший опір матеріалу, тим менша концентрація домішок, а отже ширша область збіднення. Іншою важливою характеристикою матеріалу є висока мобільність носіїв заряду, що дозволяє зменшити час спрацьовування детектора.